# Coulau
Coulau (Kulau) ist eine osttimoresische Aldeia im Suco Fatubossa (Verwaltungsamt Aileu, Gemeinde Aileu). 2015 lebten in der Aldeia 530 Menschen.

## Geographie und Einrichtungen
Coulau reicht vom Norden des Sucos Fatubossa bis in sein Zentrum. Nordöstlich befinden sich die Aldeias Fatubossa und Liclaucana, südöstlich die Aldeia Hoholete und südwestlich die Aldeias Caicasa und Urhua. Im Nordwesten grenzt Coulau an den Suco Liurai. An der Sucogrenze fließt der Daisoli, ein Nebenfluss des Nördlichen Laclos.
Der Ort Coulau liegt auf einer Meereshöhe von 1557 m. Das Dorf dehnt sich über fast die gesamte Aldeia aus, bildet aber keine geschlossene Siedlung. Stattdessen verteilen sich die Gebäude in kleinen Gruppen oder alleinstehend weiträumig. Eine Straße endet im Zentrum der Aldeia bei der Grundschule Coulau und der Kapelle Santo Antonio. Die südlich verlaufende Straße passiert den Sitz des Sucos Fatubossa und führt weiter in den Süden des Sucos.

## Politik
2023 wurde Agusta Mendonҫa zum Chefe de Aldeia gewählt.